# Karol Broniatowski
Karol Broniatowski (ur. 23 kwietnia 1945 w Łodzi) – polski rzeźbiarz zamieszkały w Berlinie. Tworzy rzeźby postaci ludzkich z papieru gazetowego.

## Życiorys
Syn Mieczysława Broniatowskiego i Henryki Broniatowskiej, brat Michała Broniatowskiego.
Studiował od roku 1964 na Akademii Sztuk Pięknych w Warszawie u profesora Jerzego Jarnuszkiewicza. Studia ukończył w roku 1970.
W latach 1969–1974 stworzył trzy grupy po ok. 50 figur: kroczących aktów męskich i stojących aktów żeńskich ze skrzyżowanymi nad głową ramionami.
W roku 1972 przedstawił figury z papieru gazetowego na XXXVI Biennale w Wenecji, Biennale w São Paulo, a także w Filadelfii, Paryżu, Mannheimie oraz w galeriach w Nowym Jorku, Antwerpii, Gandawie i Brukseli.
Dzięki stypendium DAAD (Deutscher Akademischer Austauschdienst) w 1976 zamieszkał w Berlinie.
Rozpoczął w Berlinie pracę nad cyklem „Big Man“ – postaci kroczącego mężczyzny o wysokości 18,8 m podzielonej na 93 części z papieru gazetowego i granitu. Części zostały rozmieszczone w wielu miejscowościach i kolekcjach.
W roku 1977 przedstawił ”Obiekt 93 – drugą prezentację Big Mana“ w postaci 93 jaj z polerowanego brązu ułożonych na płycie i odbijających się nawzajem.
W roku 1978 przedstawił „Stukowisko – trzecią prezentację Big Mana“ – wysyłając w eter 93 sygnały – stuknięcia w mikrofon alfabetem Morse’a.
W roku 1979 przedstawił w Muzeum Sztuki w Łodzi „Głowę z piasku“ w postaci formy gipsowej wypełnionej piaskiem. Przy stopniowym usuwaniu części formy ukazywał się piasek. W końcu pozostał tylko sam rozsypany piasek.
W roku 1981 przedstawił „rzeźby składane i rozkładane“ – autoportret rzeźbiarza złożony z wielu warstw.
W roku 1985 rozpoczął projekt „małych kroczących“ – 93 figur z brązu o wysokości 25 cm każda kroczących we wspólnym rytmie z lewą nogą do przodu ustawianych w różnych konfiguracjach.
Uczestniczył w wielu konkursach na pomniki. W roku 1991 stworzył „Pomnik deportowanych Żydów Berlina przy dworcu Berlin-Grunewald“ w postaci bloku betonu o długości 20 m z wgłębionymi sylwetkami ludzi.
W roku 1996 na zlecenie LGT Bank w Liechtensteinie stworzył „Stopę z Bendern“ – rzeźbę z brązu o wysokości 5,15 m wyobrażającą fragment stopy niewidzialnego giganta.
Oprócz rzeźb zajmuje się grafiką i rysunkiem.

## Galeria

Dzieła (wybór)
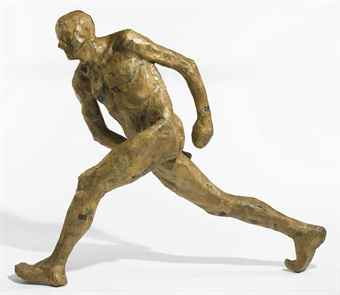
Figura z papieru gazetowego, 1971
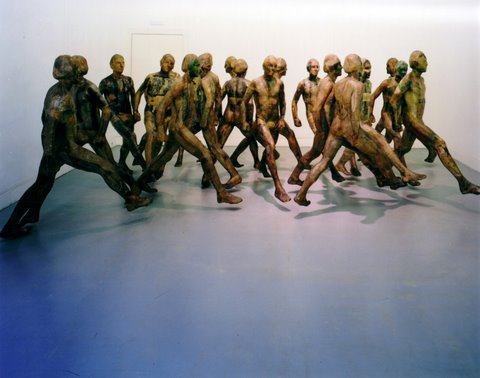
Figury męskie z papieru gazetowego, 1973
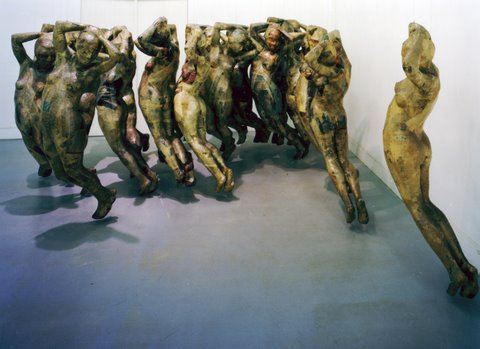
Figury żeńskie z papieru gazetowego, 1973
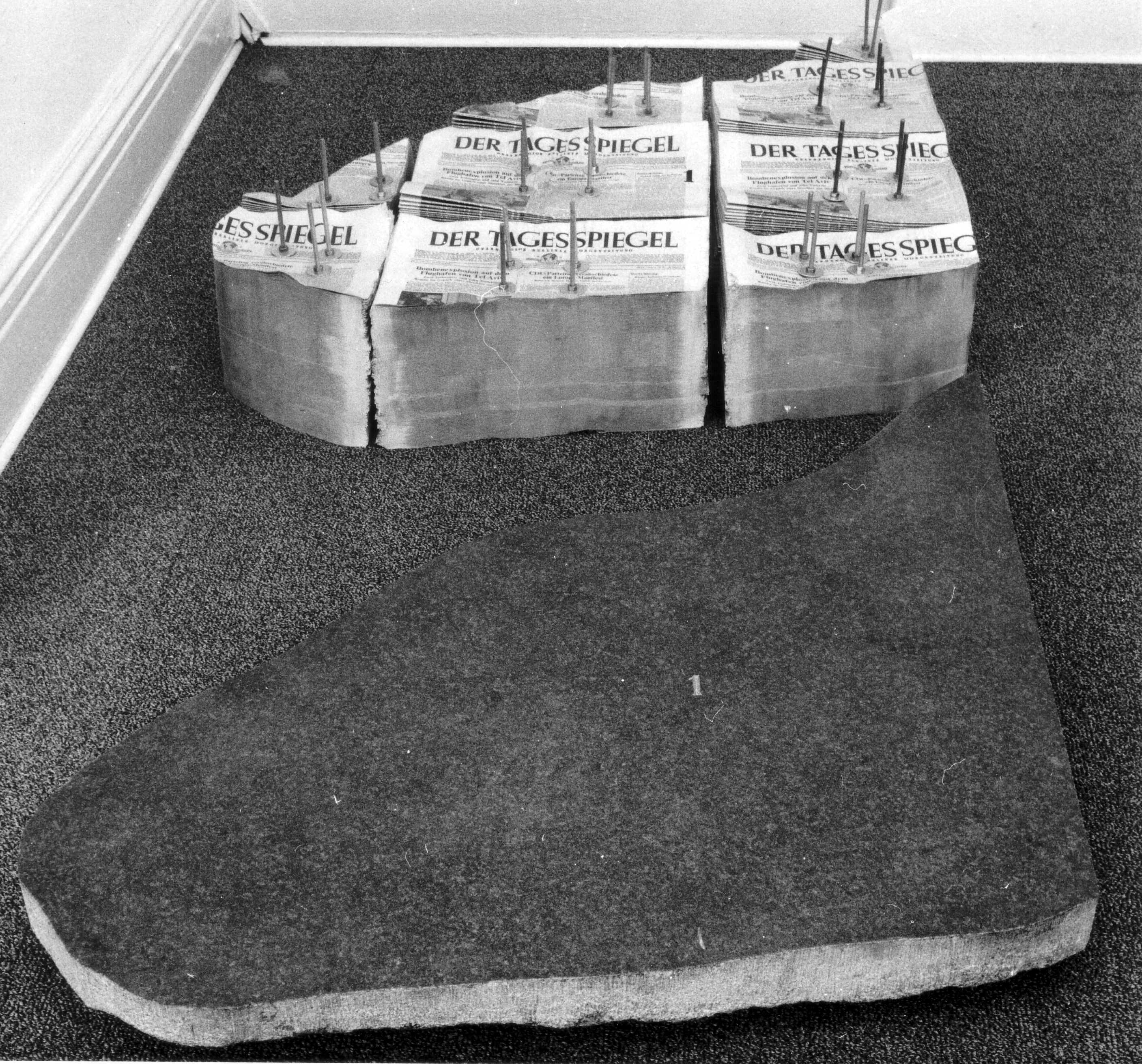
Fragment Big Man 1, 1976
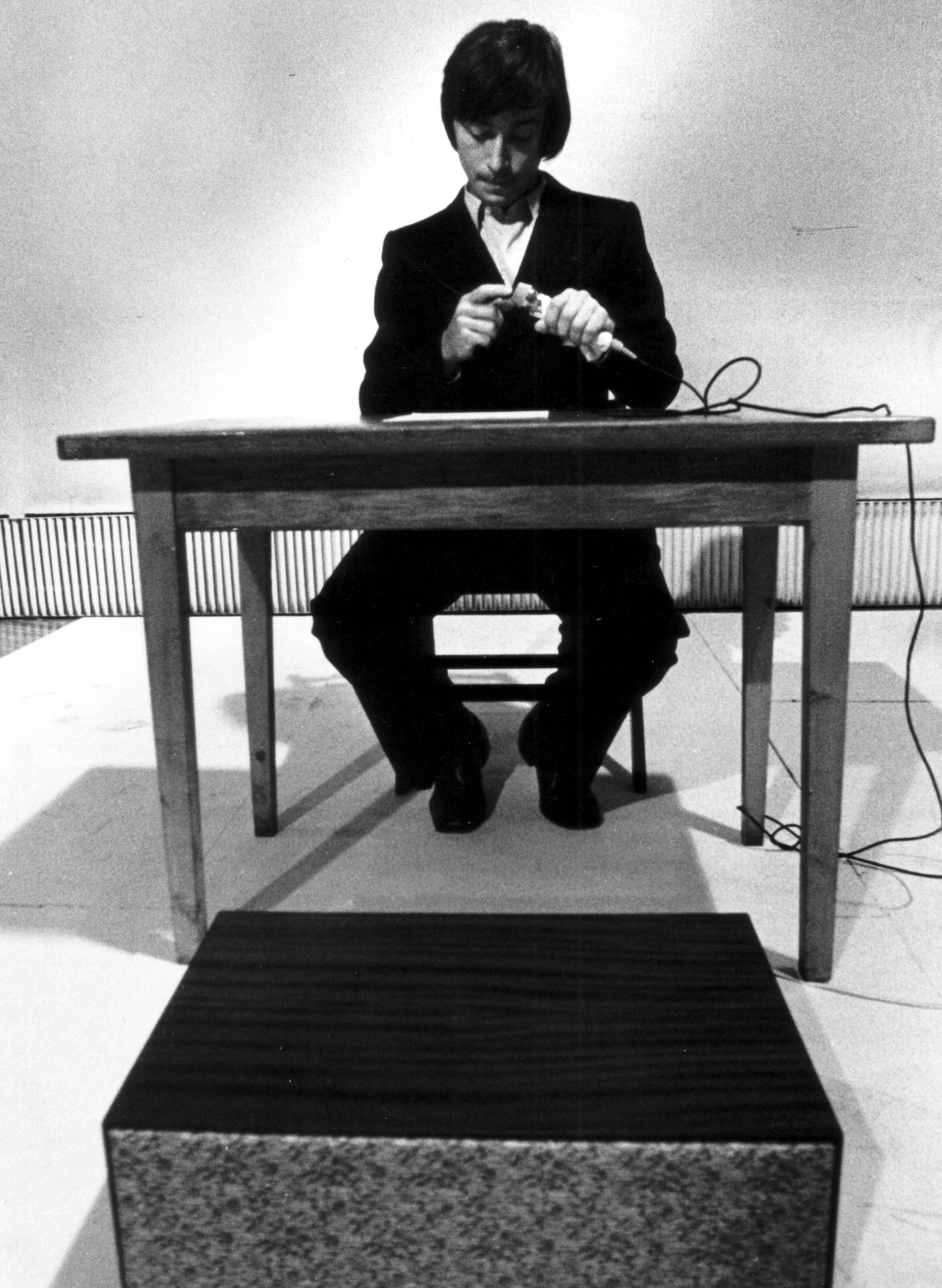
Stukowisko – trzecia prezentacja Big Man, 1978
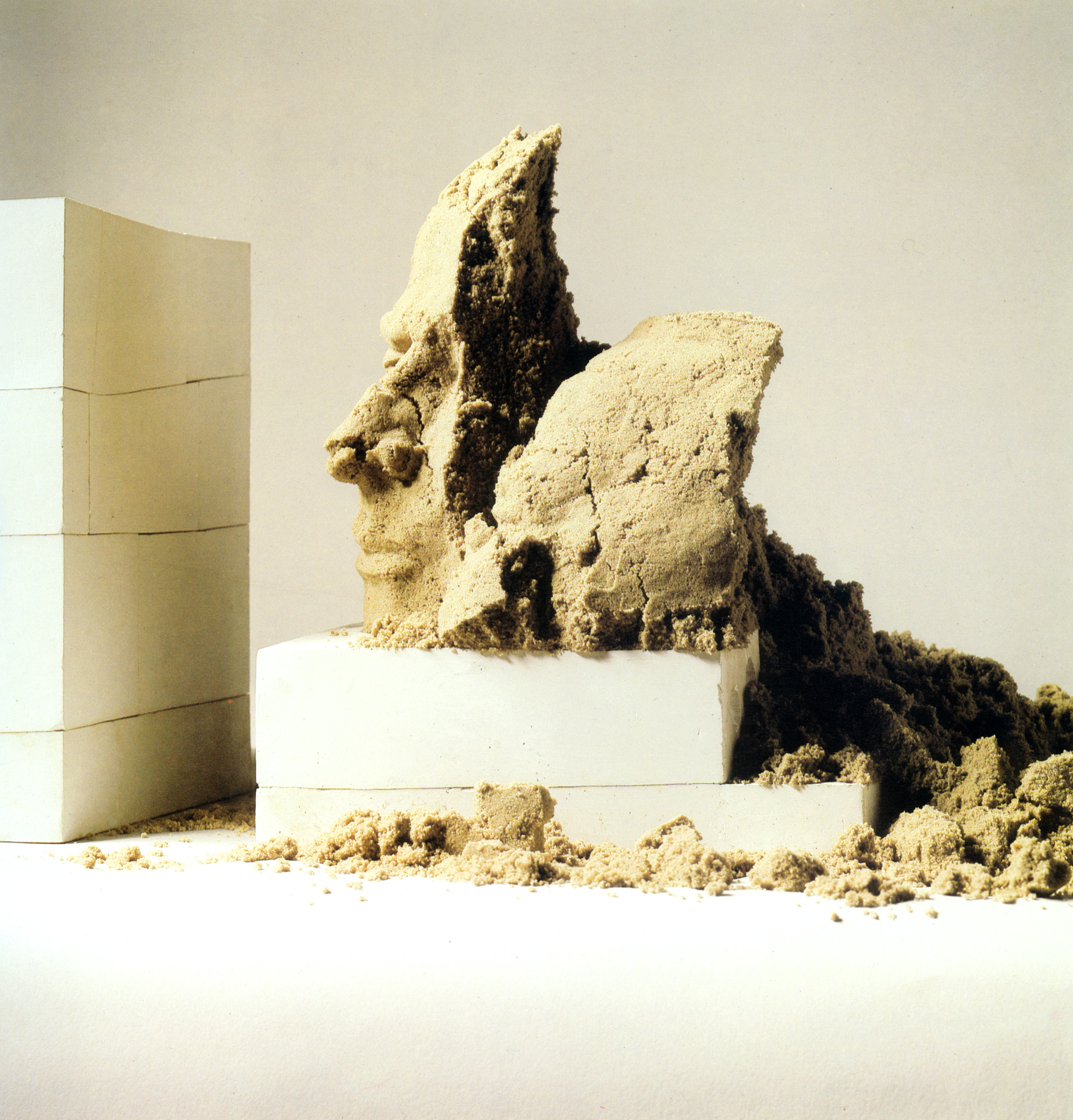
Głowa z piasku, 1979
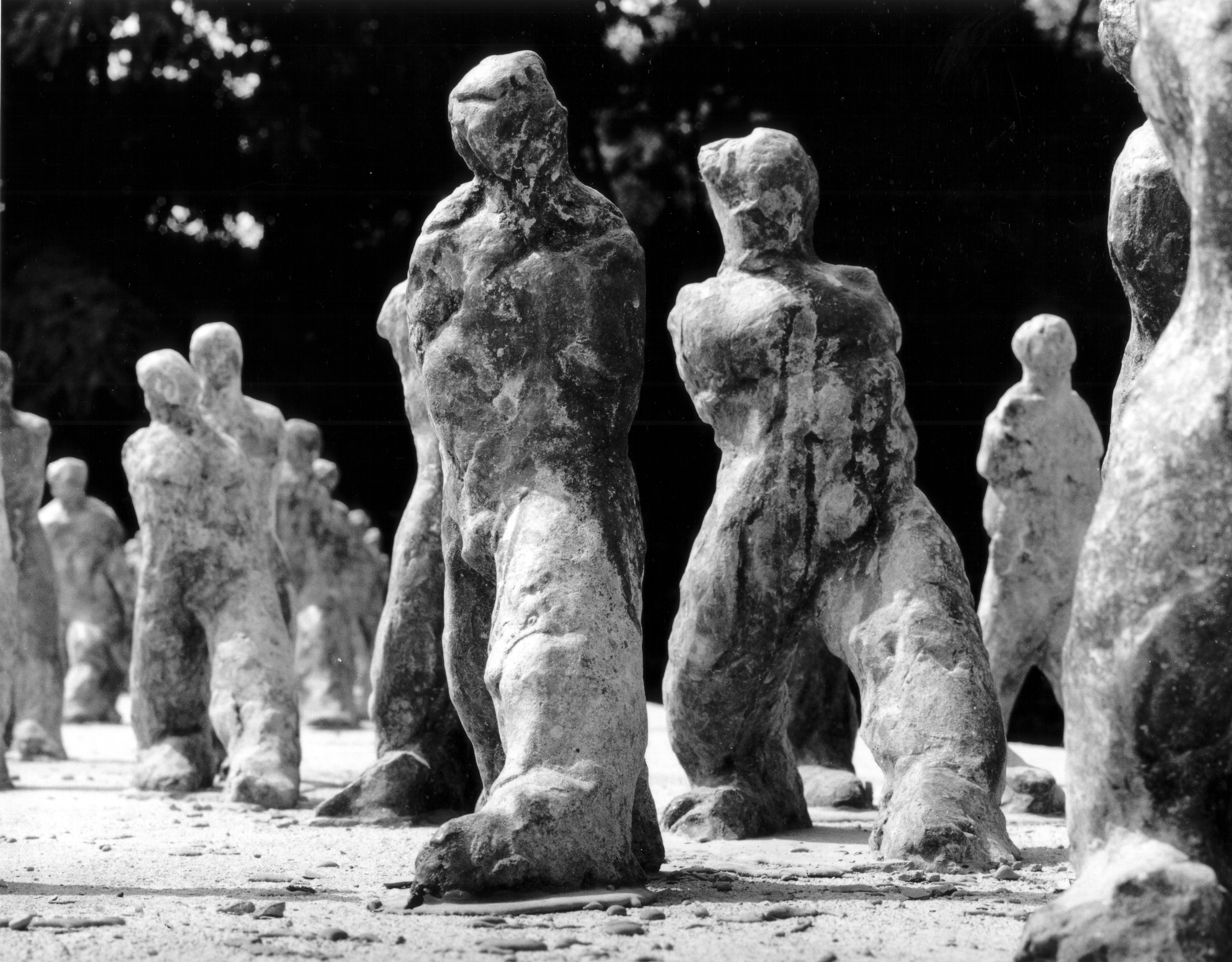
Małe kroczące, 1985
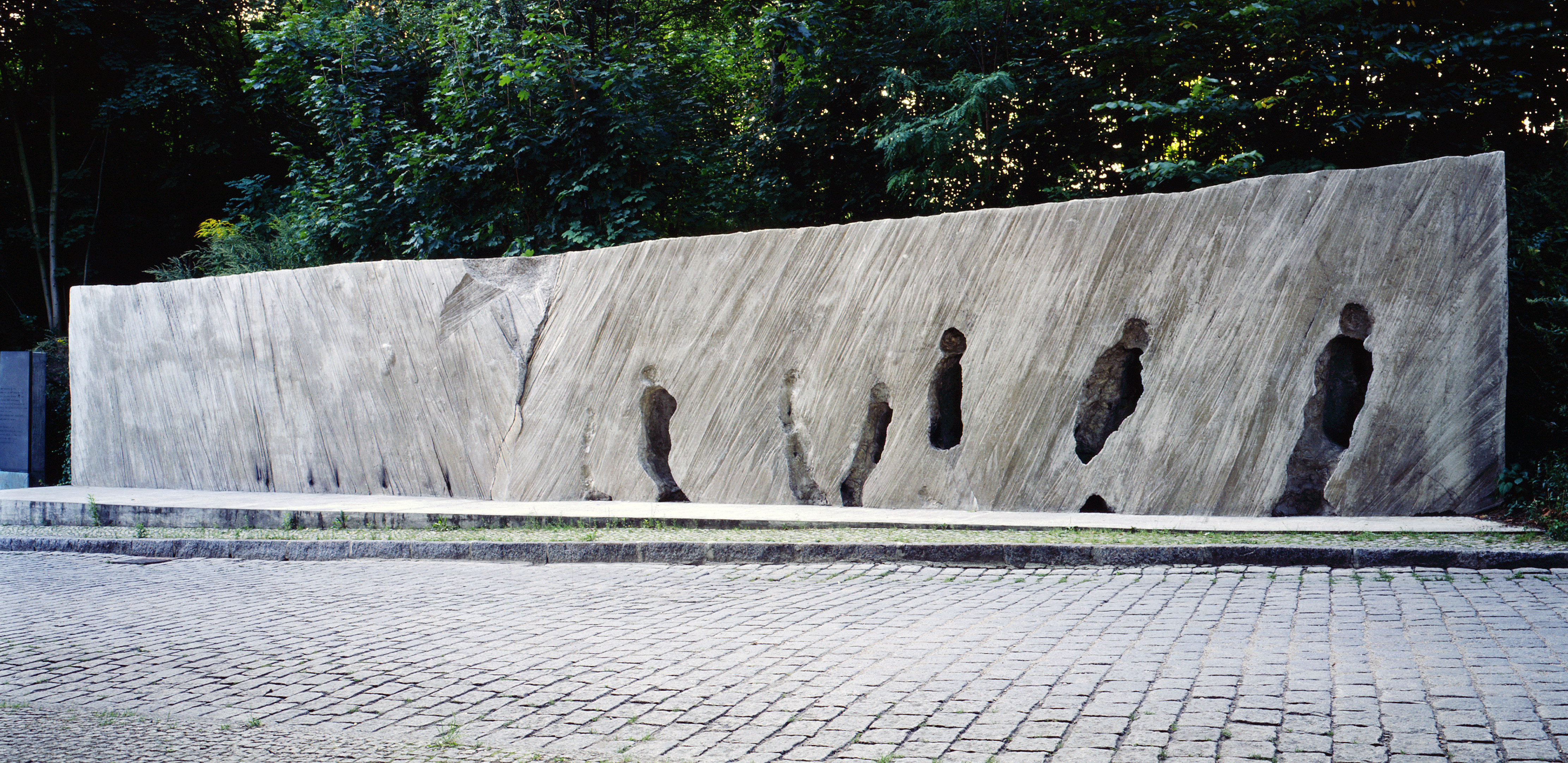
Pomnik deportowanych Żydów Berlina przy dworcu Berlin-Grunewald 1991
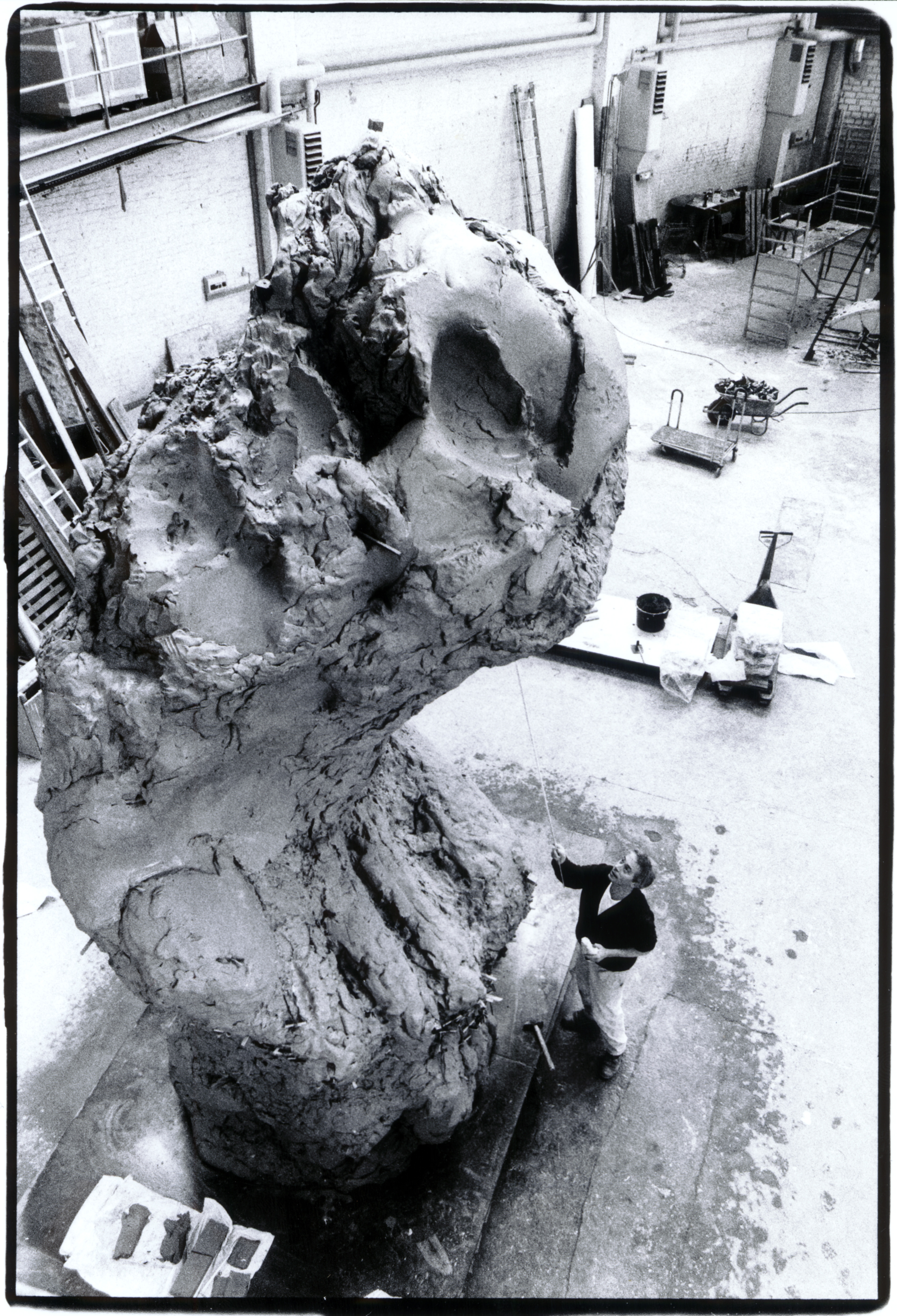
Stopa z Bendern, model z gliny, 1996
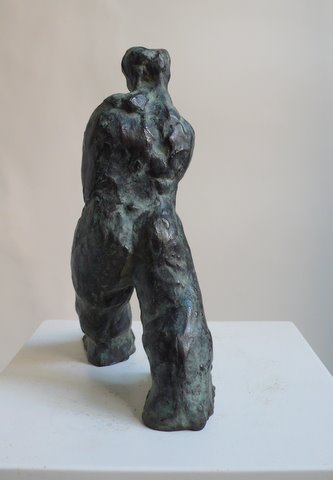
Mały Kroczący
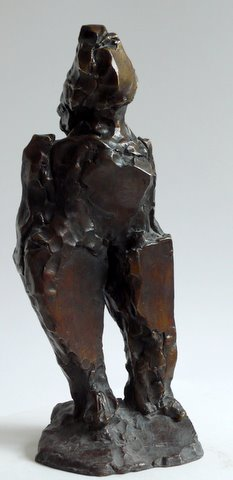
Stojąca
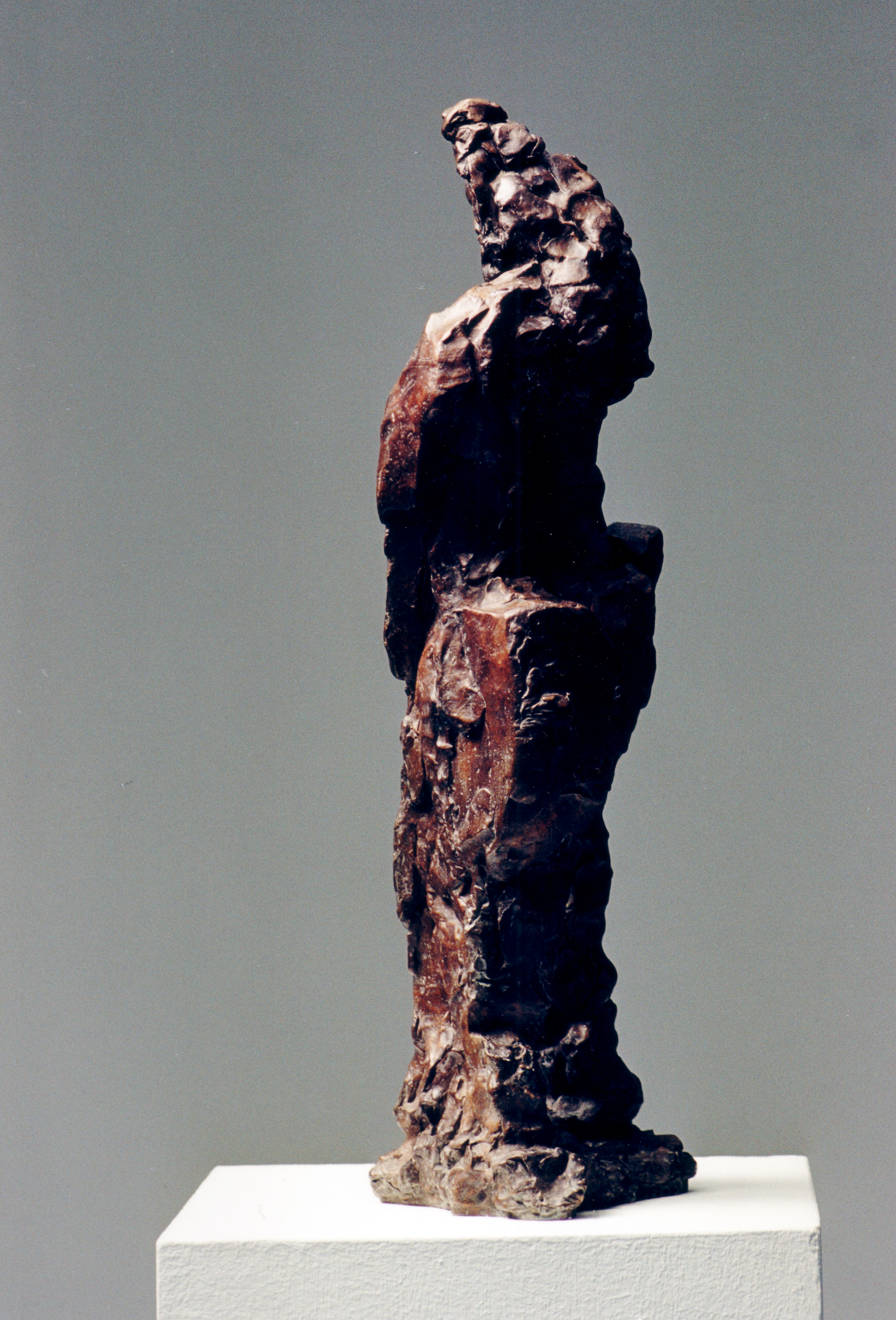
Stojąca
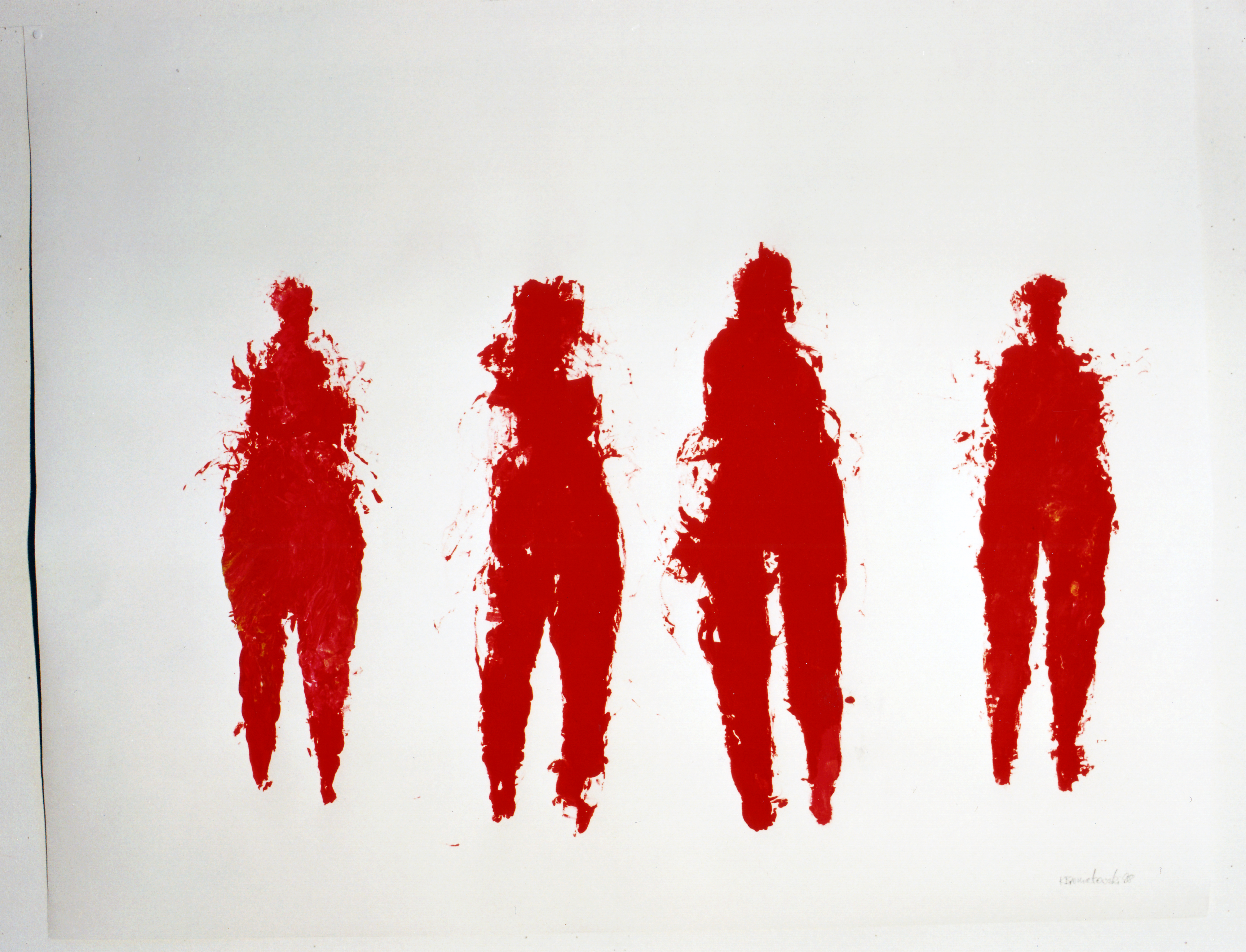
Postacie w czerwieni – gwasz
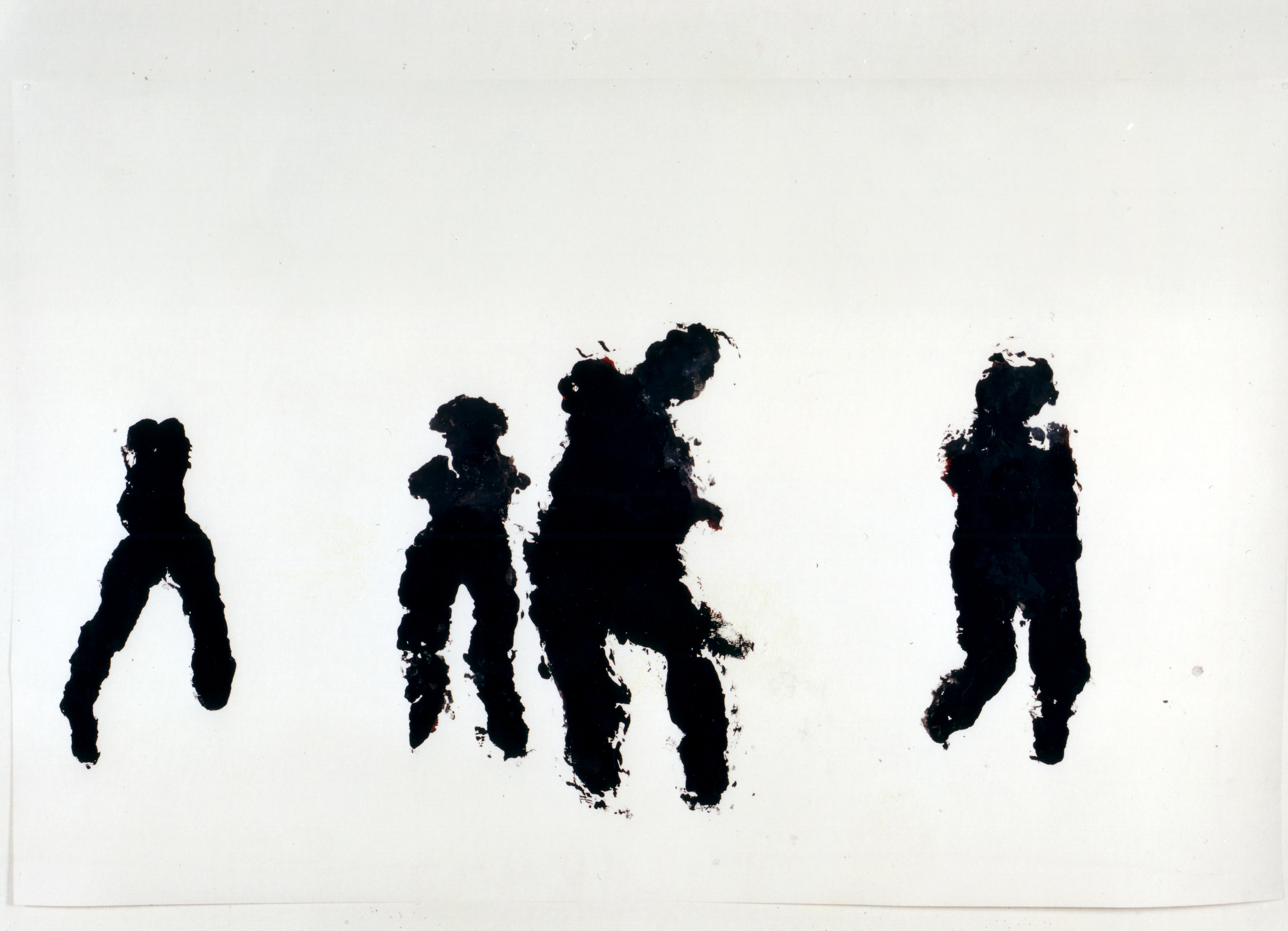
Postacie w czerni – gwasz

## Zbiory
Dzieła Karola Broniatowskiego znajdują się w prywatnych zbiorach w Berlinie, Kolonii, Bochum, Hannowerze, Warszawie, Paryżu, Gstaad, Vaduz, Gandawie, Antwerpii, Filadelfii i w Nowym Jorku.
Muzea: 
- Muzeum Sztuki w Łodzi, Łódź
- Muzeum Narodowe we Wrocławiu, Wrocław
- Galerie 72, Chełm
- Gabinet miedziorytów, Berlin
- Kunsthalle Mannheim, Mannheim,

Realisierungen im öffentlichen Raum: